# Pierre Deffontaines
Pierre Deffontaines (Bouvines, 21 de febrero de 1894 - París, 25 de noviembre de 1978) fue un geógrafo francés, destacado investigador en el campo de la Geografía Humana.

## Formación
Licenciado en Derecho por la Universidad de Poitiers en 1916, se interesó poco después por la Prehistoria obteniendo un diploma en 1922 por la École du Louvre y publicando varios artículos de esta temática. Su campo de estudio se vio ampliado después a la geografía al conocer a Jean Brunhes, geográfo francés con una formación inicial también muy variada. Éste le inculcó un gran interés por la perspectiva humana de la Geografía, que por aquel entonces se estaba desarrollando a un gran ritmo e intentaba superar los horizontes de estudio de la Geografía Regional. A partir de comienzos de la década de 1920 las investigaciones sobre prehistoria realizados por Deffontaines experimentaron un enfoque cada vez más centrado en la Geografía, iniciando también estudios exclusivamente geográficos sobre regiones francesas.

## Vida académica

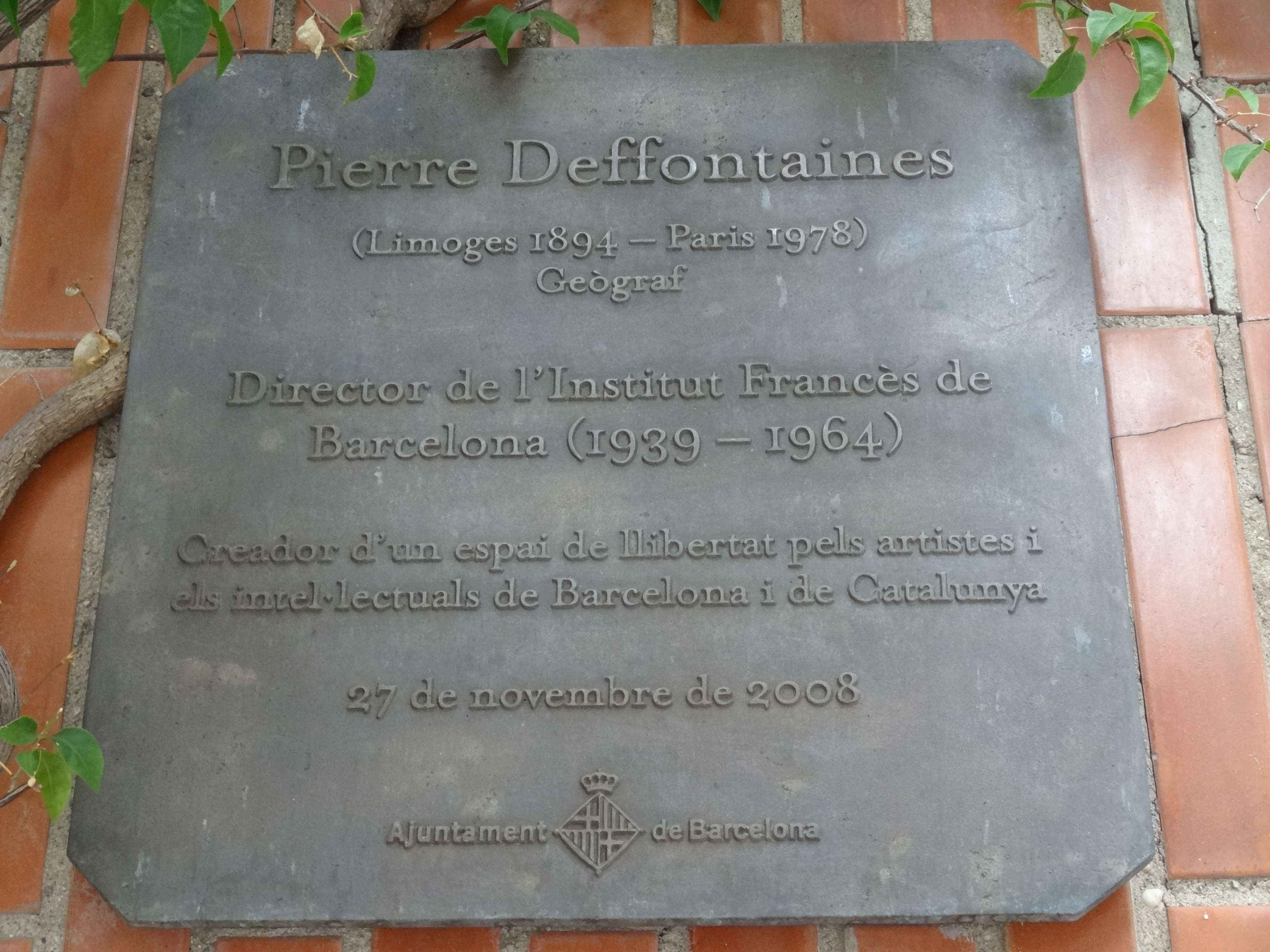
Placa a Pierre Deffontaines en el Instituto Francés de Barcelona

El inicio de la investigación puramente geográfica de Deffontaines estuvo acompañada por un acercamiento personal al catolicismo social francés. Junto a otros científicos y personajes destacados encabezados por Robert Garric, Deffontaines se integró en una red de intelectuales católicos comprometidos por la cultura y educación de las clases más bajas. Sin embargo, las élites políticas y científicas francesas de aquel momento eran contrarias a cualquier vinculación entre iglesia y Estado, lo que pudo costar a Deffontaines no obtener una cátedra en la Universidad. 
Este obstáculo le hizo aceptar una plaza de profesor en las Facultades Católicas de Lille en donde ejerció entre 1924 y 1938 y fundó el Instituto de Geografía. En este periodo participó en la Société de Géographie de Lille en la cual ya se encontraban geógrafos destacados de la Geografía francesa como Maximilien Sorre. Además se comprometió con el desarrollo del movimiento escultista y excursionista redactando varios trabajos.
Su vida académica estuvo posteriormente vinculada a Brasil durante la década de 1930. En 1935 fundó la carrera de Geografía en la Universidad de São Paulo. De 1939 a 1964 fue director del Instituto Francés de Barcelona.

## Obra
El fondo personal de Pierres Deffontaines se conserva en la Biblioteca de Cataluña.